# Sertãozinho Futebol Clube
El Sertãozinho Futebol Clube es un club de fútbol brasilero de la ciudad de Sertãozinho en São Paulo. Fue fundado en 1944 y juega en el Campeonato Paulista.

## Entrenadores
- José Carlos Serrão (?-diciembre de 2009)[2]
- Márcio Araújo (diciembre de 2009-febrero de 2010)[2][3]
- Paulo Comelli (febrero de 2010-abril de 2010)[4][5]
- Odirlei Maurer (interino- ?-abril de 2015)[6]
- José Carlos Serrão (abril de 2015-?)[6]
- Ito Roque (septiembre de 2015-?)[7]
- José Carlos Serrão (?-octubre de 2016)[8]
- Júlio Sérgio (octubre de 2016-?)[9]
- José Carlos Serrão (febrero de 2017–?)[10]
- Ruy Scarpino (septiembre de 2017-febrero de 2018)[11][12]
- José Carlos Serrão (febrero de 2018-?)[13]
- José Carlos Serrão (enero de 2019-?)[14]
- José Carlos Serrão (?-marzo de 2020)[15]
- Ivan Izzo (noviembre de 2021-marzo de 2022)[16][17]
- Laécio Aquino (interino- marzo de 2022-2022)[17]
- Bazilio Amaral (diciembre de 2022-enero de 2023)[18][19]
- Samuel Dias (enero de 2023-febrero de 2023)[20][21]
- José Oliveira (febrero de 2023-presente)[1]